# Klaviertrio Nr. 2 C-Dur op. 87

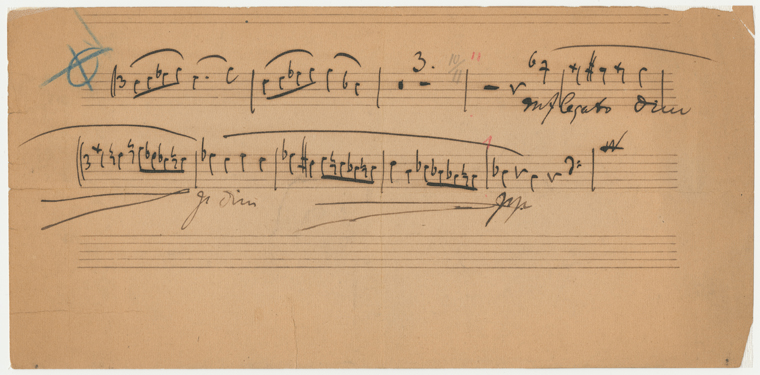
Brahms-Autograph des Klaviertrios Nr. 2 C-Dur op. 87 (Fragment)

Das Klaviertrio in C, op. 87 von Johannes Brahms für Klavier, Violine und Violoncello wurde in den Jahren 1880–1882 komponiert. Die Uraufführung geschah mit Mitgliedern des Joachim-Quartetts und Brahms am Klavier im Rahmen des 5. Kammermusikabends der Frankfurter Museumsgesellschaft am 29. Dezember 1882.
Die Satzbezeichnungen lauten:
1. Allegro
2. Andante con moto
3. Scherzo: Presto – Trio: Poco meno presto
4. Finale: Allegro giocoso